# From What is Before
Pour plus de détails, voir Fiche technique et Distribution.
From What Is Before (Mula sa kung ano ang noon) est un film philippin réalisé par Lav Diaz, sorti en 2014.
Il est présenté en sélection officielle au Festival international du film de Locarno 2014 où il remporte le Léopard d'or.

## Synopsis
Aux Philippines en 1972 sous la dictature de Ferdinand Marcos, des événements étranges surviennent dans un village isolé de la forêt tropicale.

## Fiche technique
- Titre original : Mula sa kung ano ang noon
- Titre français : From What Is Before
- Réalisation : Lav Diaz
- Scénario : Lav Diaz
- Pays d'origine : Philippines
- Format : Noir et blanc - 35 mm - 1,78:1
- Genre : drame
- Durée : 338 minutes
- Date de sortie :
  -  Suisse : 7 août 2014 (Festival international du film de Locarno 2014)

## Distribution
- Perry Dizon : Sito
- Roeder : Tony
- Hazel Orencio : Itang
- Karenina Haniel : Joselina
- Reynan Abcede : Hakob
- Mailes Kanapi : Heding
- Ian Lomongo : lieutenant Perdido
- Joel Saracho : père Guido
- Evelyn Vargas : mademoiselle Acevedo
- Noel Sto. Domingo : Horacio
- Teng Mangansakan : Principale
- Ching Valdes-Aran : Babu
- Bambi Beltran : Bai Rahmah
- Dea Formacil : Tinang
- Kristian Chua : Narsing

## Accueil critique
Pour Isabelle Regnier du Monde, c'est un des films les plus marquants de l’année cinématographique. Ainsi « D’une beauté brutale, dépourvue de tout artifice de séduction, le film commence comme un languissant exposé poétique, quasi ethnographique, de la vie d’une communauté rurale où explosent sporadiquement les effets d’une violence politique cantonnée hors-champ. [..] Le souffle de révolte qui le sous-tend de bout en bout, qui explose dans une dernière image d’une puissance sidérante, lui donne une actualité brûlante, qui en fait aussi l’une des œuvres les plus fortes, les plus urgentes, qu’il ait été donné de voir cette année. ».

## Prix
- 2014 : Léopard d'or au Festival international du film de Locarno 2014.